# Fröhnd
Fröhnd este o comună din landul Baden-Württemberg, Germania.

## Istorie
Fröhnd a fost sub posesia a mai multor case regale alăturate, printre care casa de Stein și casa de Kienberg. În 1260 toate proprietățile din zonă vor fi donate Abației Sfântului Blasiu, în posesia căreia va rămâne până la Războaiele Napoleoniene, când vor fi retrocedate Marcăi de Baden, care va fi elevată la statutul de Mare Ducat.